# Gregory O’Kelly
Gregory O’Kelly SJ (ur. 10 sierpnia 1941 w Adelaide) – australijski duchowny rzymskokatolicki, jezuita, biskup pomocniczy Adelaide w latach 2006–2009, biskup diecezjalny Port Pirie w latach 2009–2020, administrator apostolski sede vacante archidiecezji Adelaide w latach 2018–2020. Jest pierwszym w historii australijskim jezuitą wyświęconym na biskupa.

## Życiorys
Święcenia kapłańskie przyjął 9 grudnia 1972 roku w zakonie jezuitów. Był przede wszystkim przełożonym kolegium zakonnego w Athelstone. Pełnił także funkcje m.in. przewodniczącego stowarzyszenia południowoaustralijskich szkół katolickich oraz prezesa stowarzyszenia zrzeszającego dyrektorów szkół prywatnych. W 1994 za zasługi dla edukacji został odznaczony Orderem Australii.
6 lipca 2006 papież Benedykt XVI mianował go biskupem pomocniczym Adelaide ze stolicą tytularną Ath Truim. Sakry udzielił mu 14 września 2006 abp Philip Wilson, arcybiskup metropolita Adelaide. 15 kwietnia 2009 papież przeniósł go na urząd biskupa diecezjalnego Port Pirie. 1 sierpnia 2020 roku papież Franciszek przyjął jego rezygnację złożoną ze względu na wiek.